# 건칠조
건칠조(乾漆造) 또는 건칠조상은 마른 옻칠을 이용한 조상법이다. 칠의 원산지는 중국 또는 티베트라고 하는데 한국에서는 옻나무과의 식물이 있다. 이 식물의 수액(樹液)을 채취하여 다시 가공해서 수액을 균질(均質)되게 하고, 기름을 가하거나 안료를 가하거나 하여 도장용재(塗裝用材)로 쓴다. 칠의 이용은 대단히 오래여서 중국 주시대에 이미 주조의 기교와 함께 나전(螺鈿) 그 밖의 미술 공예품의 도장(塗裝)에 사용되었다.

## 건칠조상법
중국의 주·당시대에 성행되었고, '즉(卽)' 또는 '새'로 불리고 있었다. 건칠조상은 대별하며는 두 제작법이 있다. 탈활건칠(脫活乾漆)은 찰흙으로 대강의 형상을 만들고 그 위에 마포(麻布)를 칠로 칠하여서 발라 붙인다. 여러 번 거듭하여 경화(硬化)되면 내부의 흙을 뽑아 낸다. 공동이 된 내부는 또다시 나무로 뼈대를 짜고 축을 만들어 보강한다. 표면은 옻에 향·안료 등을 혼합하여 세부(細部)를 마무린 다음, 금박(金箔)·나전(螺鈿) 등의 가공을 하여 완성시킨다.
한편 목심건칠조상법(木心乾漆造像法)은 나무로 대체적인 형상을 새긴다. 이 경우 반드시 한 나무로 만드는 것이 아니라 여러 나무를 합쳐서 만들어도 무방하다(木寄法). 상의 표면에 칠과 향말(香末)·안료로 다진 것을 마포로 바르고 적당한 두께를 만든 다음 여러번 칠을 하여 세부를 완성시켜 나간다
이상은 전통적인 건칠의 조상법인데, 현대에는 찰흙으로 원형을 만들고 석고 외형으로 베낀 다음, 그 내부에 칠을 칠하여서 두께를 만들고 외형에서 분리시켜서 만드는 방법이 사용되고 있다.
칠은 칠공예에 쓰이고 있는 석칠(石漆)을 사용한다. 칠을 녹이는 데는 편뇌유(片腦油)나 또는 알콜에 약 20%의 장뇌유(樟腦油)를 혼합한 액을 사용한다. 다음에 숫돌가루 또는 말향(抹香)을 증량재(增量材)로서 혼합한다. 두껍게 하기 위해서나 보강제로서 마포를 준비한다. 따로 벤갈라(Bangala), 밥풀, 밀기울로 만든 풀과 도구류로서 칠주걱(노송나무의 얇은 판(板)으로 된 주걱), 바로 붙이기 용으로서 팔레트, 나이프, 대소 각 두자루 그 밖에 창칼을 대소 2-3자루 평필(平筆), 소형의 브러시, 칠이나 숫돌 가루를 다지기 위한 유리판, 헝겊류를 준비하여 둔다.

## 제작 순서
우선 찰흙으로 상을 만들고 석고외형으로 한다. 이 외형은 내부에 칠을 바르기 쉽게 하기 위하여 맞추기형으로 만든다. 풀을 물로 묽직하게 푼 액에 벤갈라(Bengala)를 섞는다. 이 액을 석고 내부에 솔로 칠하고서 말린다. 다음에 숫돌가루를 분말로 하여 흐르지 않을 만큼 되게 물을 섞어서 다지고, 그 속에 칠을 3대 1 또는 5대 1의 비율로 조금씩 가하면서 잘 다진다. 이것을 석고형의 내면에 솔로 칠하고 건조시킨다. 이를 2-3회 반복하여서 칠의 두께를 2mm 정도의 것으로 만든다.
다음에 보강과 두께를 곁들이기 위하여 옻칠을 하고서 적당한 크기의 마포를 발라 잘 밀착시킨다. 재차 옻칠을 한다. 이 작업을 반복하여 충분한 두께를 붙인다. 외형을 합칠 때에는 접착하기 쉬운 맥칠(麥漆－밀가루와 칠을 혼합한 것)을 만들어 접착면에 칠한다. 칠이 잘 건조하였을 때 석고 외형을 빠갠다. 완성은 찰흙의 원형이 완성상일 경우에는 수정하지 않아도 되지만, 찰흙의 원형이 대체적인 형일 경우는 최후의 완성은 칠의 바로 칠하기로 한다.
상의 표면에 새로이 칠과 마포로 형을 정리하고, 또는 창칼이나 줄로 면을 만들어 나간다. 완성하는 조작은 소조적인 방법이나 조각적인 방법을 총합하여 이루어질 경우가 많다. 칠의 광택이 필요한 때는 빳빳한 솔로 문지를 경우도 있고 또는 편뇌유로 뿜을 경우도 있다. 추상적인 작품의 마무리는 동력을 사용한 연마방법에 의할 수도 있다. 또한 자유로이 착색도 할 수 있다.